# La Jemaye-Ponteyraud
La Jemaye-Ponteyraud ist eine französische Gemeinde  mit 148 Einwohnern (Stand: 1. Januar 2022) im Département Dordogne in der Region Nouvelle-Aquitaine. Sie gehört zum Arrondissement Périgueux und zum Kanton Ribérac.
Sie entstand mit Wirkung vom 1. Januar 2017 als Commune nouvelle durch Zusammenlegung der bis dahin selbstständigen Gemeinden La Jemaye und Ponteyraud, die in der neuen Gemeinde den Status einer Commune déléguée besitzen. Der Verwaltungssitz befindet sich im Ort La Jemaye.

## Gliederung
| Ortsteil                    | ehemaliger INSEE-Code | Fläche (km²) | Einwohnerzahl zum 1. Januar 2022 |
| --------------------------- | --------------------- | ------------ | -------------------------------- |
| La Jemaye (Verwaltungssitz) | 24216                 | 29,12        | 107                              |
| Ponteyraud                  | 24333                 | 04,19        | 041                              |

## Lage
Nachbargemeinden sind Saint-Vincent-Jalmoutiers im Nordwesten, Saint Privat en Périgord im Norden, Vanxains im Nordosten, Siorac-de-Ribérac im Osten, Saint-André-de-Double im Südosten, Saint-Michel-de-Double im Süden und Échourgnac im Südwesten.

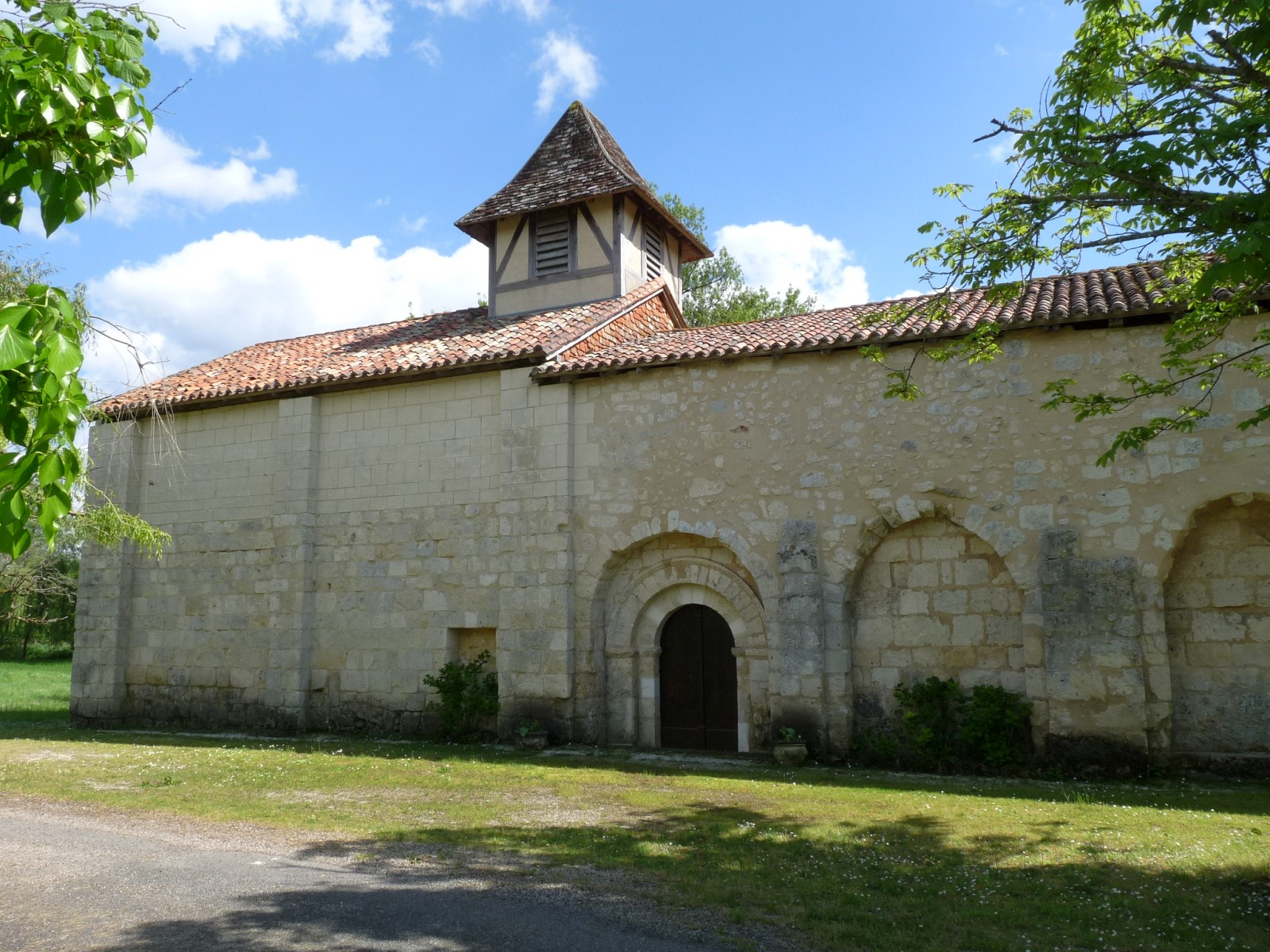
Kirche Saint-Denis im Ortsteil Ponteyraud